# 내일을 향해서!
《明日を目指して!》는 TOKIO의 32번째 싱글이다.

## 설명
- 베네세 회사의 〈신켄세미나〉의 캠페인 송으로 타이업 되었다.
- TOKIO 싱글 사상 최초로 TOKIO가 작사/작곡/편곡을 모두 담당하였다.
- 싱글로서는 TOKIO 사상 최장의 텀인 1년 1개월의 공백을 가졌다.
- 제56회 NHK 홍백가합전 출장곡이다.

## 발매타입
- 통상반
- 첫회반 A
- 첫회반 B
- 첫회반 C

## 수록곡
- 발매 타입에 따라 수록 악곡이 다르다.

### 통상반
1. 明日を目指して!
  - 작사·작곡 : 나가세 토모야
2. Save As...
  - 작사·작곡 : 쿠보타 코타로
3. LOOP～愛しい日々のメロディー～
  - 작사·작곡 : TAKESHI
4. 明日を目指して!(Backing Track)

### 첫회반A
1. 明日を目指して!
  - 작사·작곡 : 나가세 토모야
2. Save As...
  - 작사·작곡 : 쿠보타 코타로
3. 明日を目指して!(Backing Track)
4. TOKIO STATION～楽曲解説編～ : 악곡해설

### 첫회반B
1. 明日を目指して!
  - 작사·작곡 : 나가세 토모야
2. LOOP～愛しい日々のメロディー～
  - 작사·작곡 : TAKESHI
3. 明日を目指して!(Backing Track)
4. TOKIO STATION～ビデオ･クリップ解説編～ : DVD 해설

### 첫회반C
1. 明日を目指して!
  - 작사·작곡 : 나가세 토모야
2. 明日を目指して!(Backing Track)